# Lagarde (Alta Garonna)
Lagarde è un comune francese di 415 abitanti situato nel dipartimento dell'Alta Garonna nella regione dell'Occitania.

## Società

### Evoluzione demografica
Abitanti censiti